# Mitra (istenség)
Mitra (szanszkrit: मित्र , mitrả; jelentése: társ, barát) védikus istenség, a fénynek, valószínűleg a Napnak az istene, s a nyolc Áditja egyike. Szoros viszonyban van Varunával, az Ég istenével, rendszeresen együtt bukkan elő vele a Véda himnuszokban. Úgy látszik Varuna az éjjeli fényt, azaz a holdat, Mitra pedig a nappali világosságot, a napot jelképezi. Mitra az igazság és a hűség őre; ő ügyel arra, hogy a halandók eleget tegyenek az istenek iránti kötelezettségeiknek. Varunával és a többi Aditjával együtt, amint a zend Amesza Szpenták, valóságos mennyei fennhatóság, királyi méltóság, melynek külső látható jele a fény. Mitra, Varuna és az Aditják tartják fenn a világrendet. A Védákban ezért gyakori címük a király (rádzsa) és a fejedelem (kszatrija). Egy eredetű Mitrával a perzsa napisten Mithra . 
Etikai tulajdonságok megtestesítői a rendszerint együtt szereplő Mitra és Varuna isten. Az örök világrend „ritá”-jának őreiként tevékenykednek; ez a rend a természetben, az erkölcsben és a rítusban jut kifejezésre. A rita a Véda egyes helyein a világ legfőbb elveként szerepel, amely felette áll valamennyi istennek, másutt viszont olyasvalamiként, amit Mitra és Varuna irányít. A monoteizmus, vagyis az a hit, amely szerint egy meghatározott isten mindig a legfőbb isten, és ő uralkodik az
összes többi felett, még nem jelent meg ekkor, hanem csak az egyistenhit előzménye, az ún. „henoteizmus”, amely az istenek közül egyszer az
egyiknek, máskor a másiknak adományozza a világ feletti mindenhatóságot, a legfőbb hatalmat. 
Az upanisadok korától a bráhmanizmusban bekövetkezett változás legszembetűnőbben az istenek világának teljesen eltérő voltában
mutatkozik meg. Noha tisztelik még a védikus isteneket, Varunát és Mitrát is, mások mindinkább háttérbe szorítják őket. A panteon legelőkelőbb helyét most három isten foglalja el: Brahmá, Visnu és Siva. 
Mithra-Mithrász tisztelete a rómaiaknál korán, már a köztársaság utolsó éveiben is elterjedt, erősen keverve különféle elő-ázsiai kultusz-részletekkel.

## Kapcsolódó cikk
- Mithrász